# Trilho pedestre do Pico do Pedro à Fajã do Ouvidor

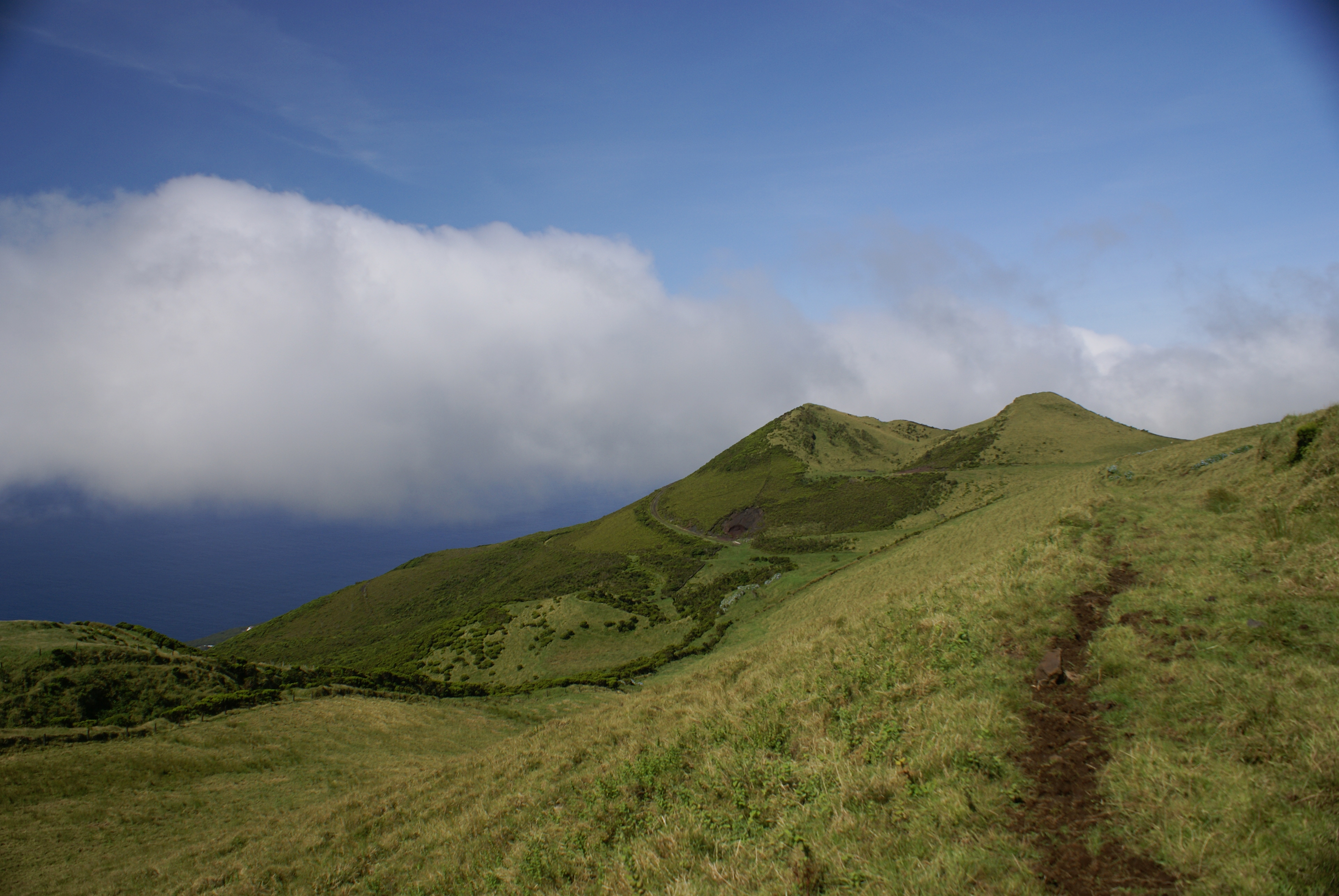
Pico do Pedro, cume

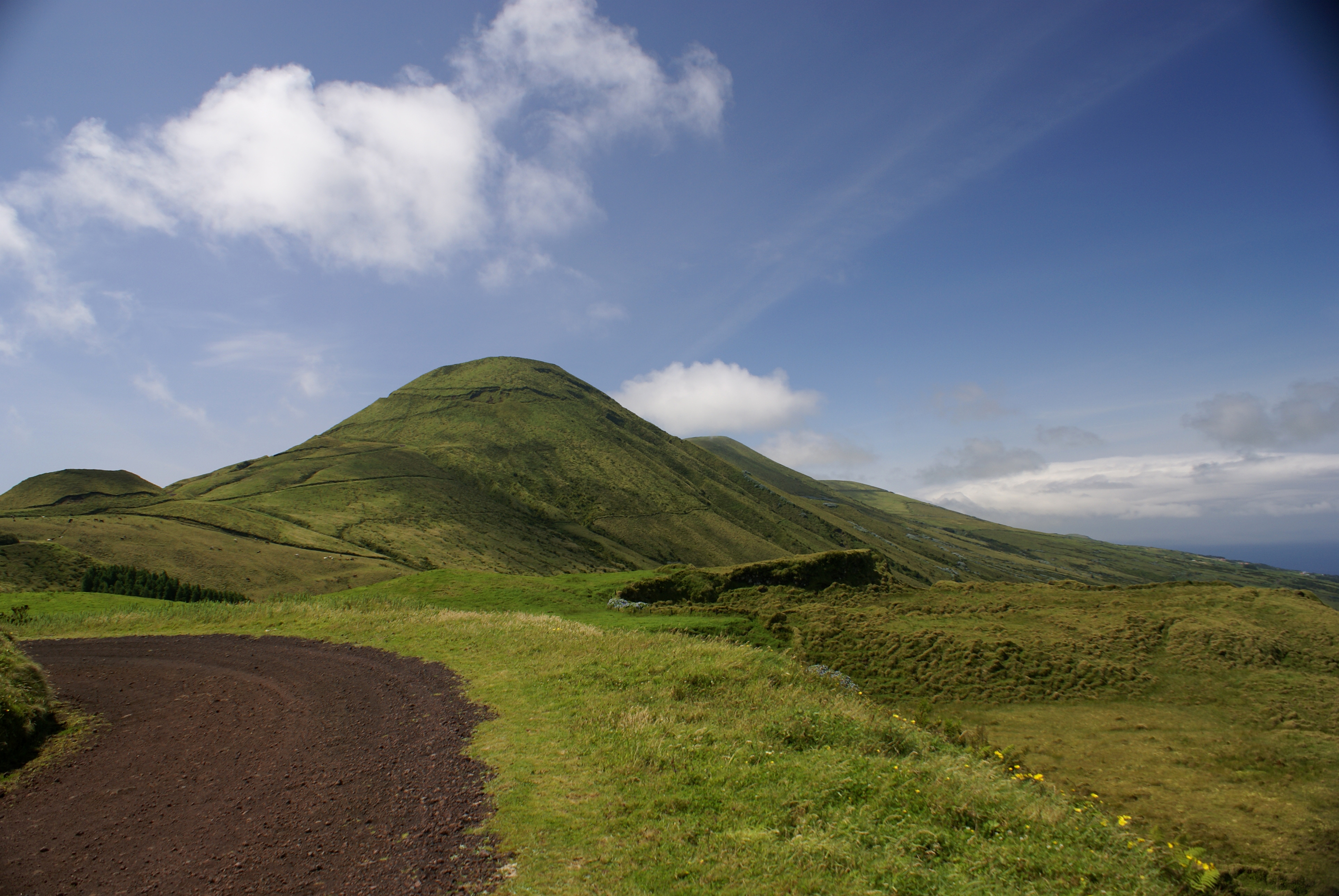
Pico da Esperança, Norte Grande

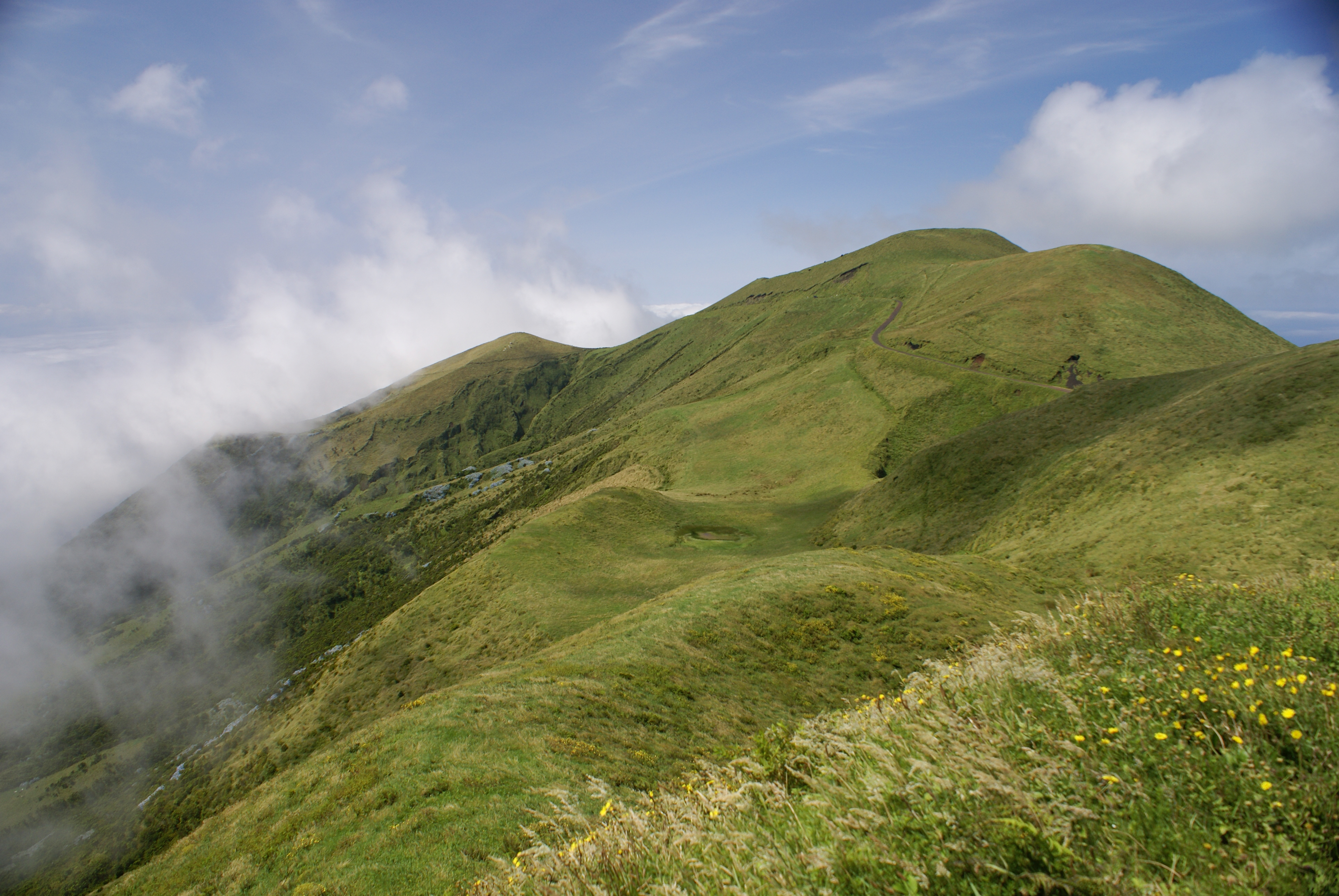
Cordilheira de montanhas centrais da ilha de São Jorge

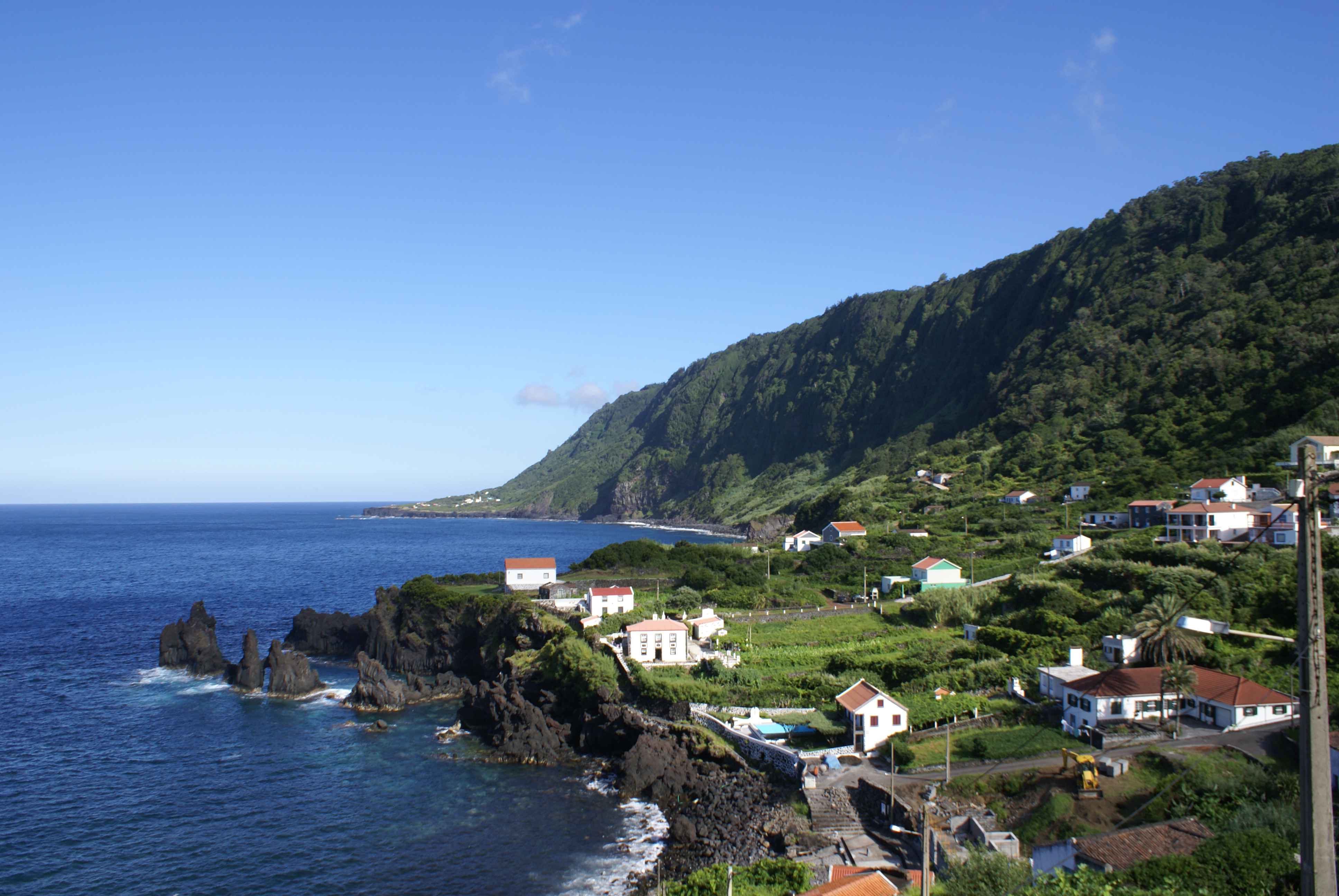
Fajã do Ouvidor, povoado

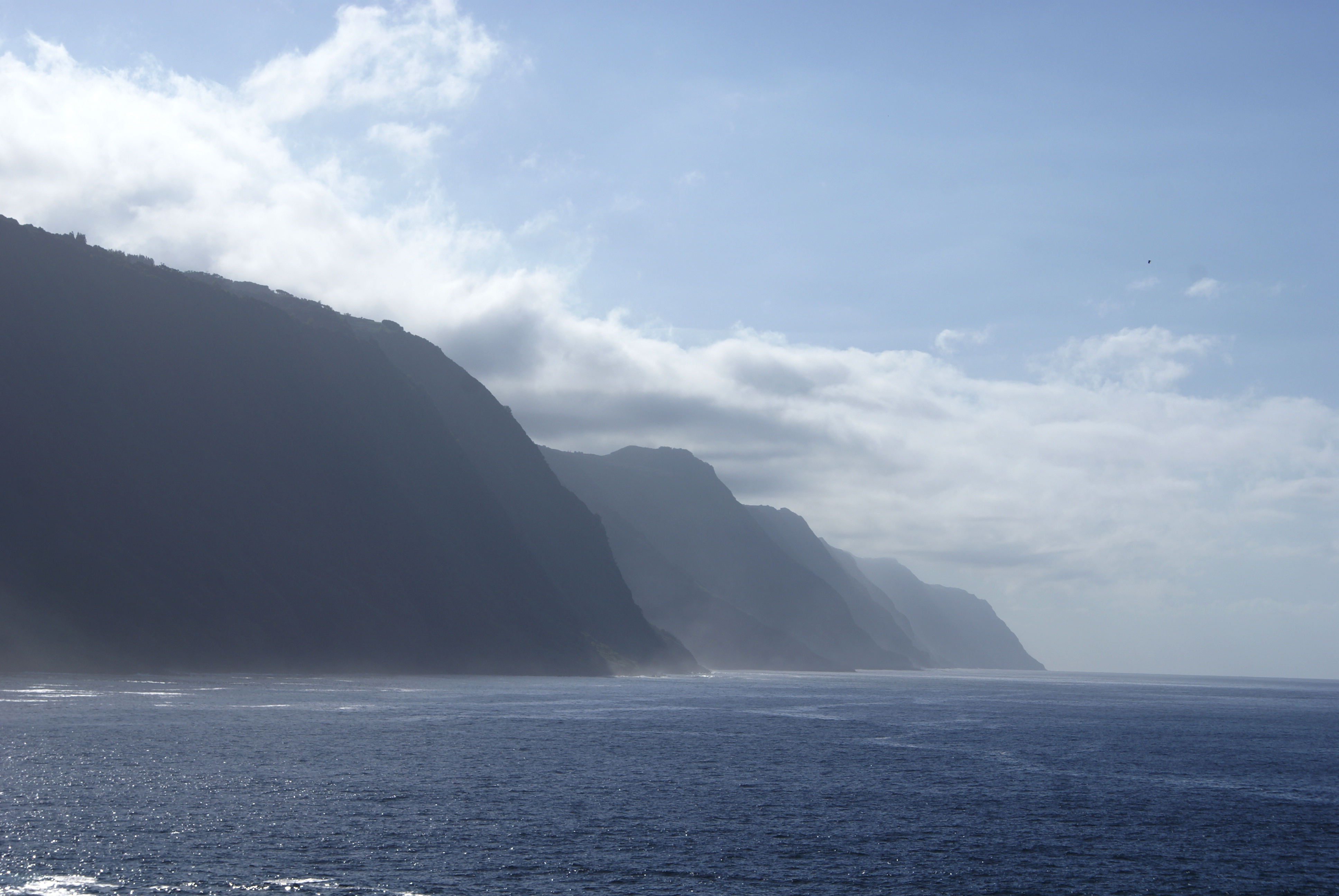
Fajã do Ouvidor, a grandiosidade das falésias

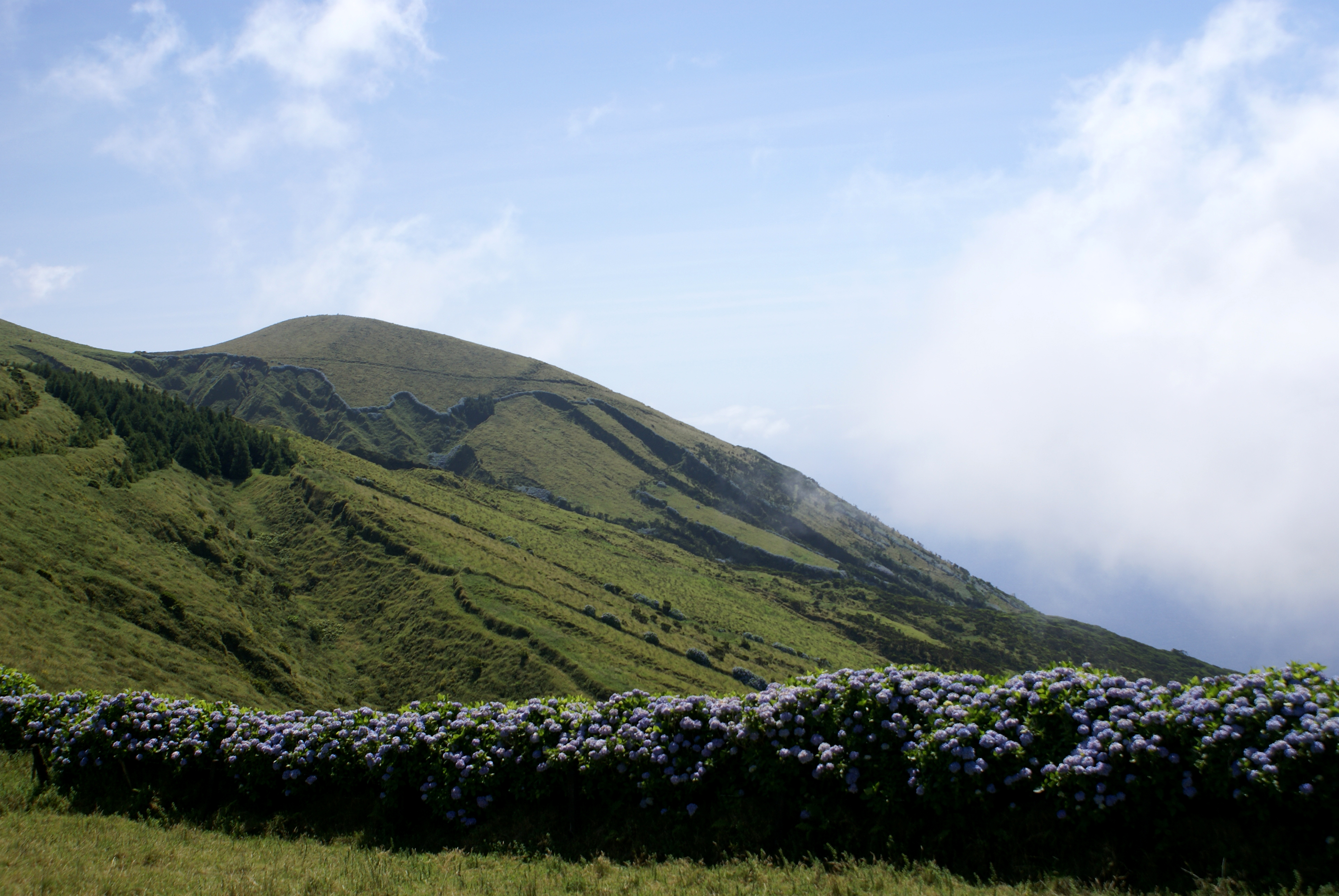
Pico Verde, paisagem vista do cimo da montanha

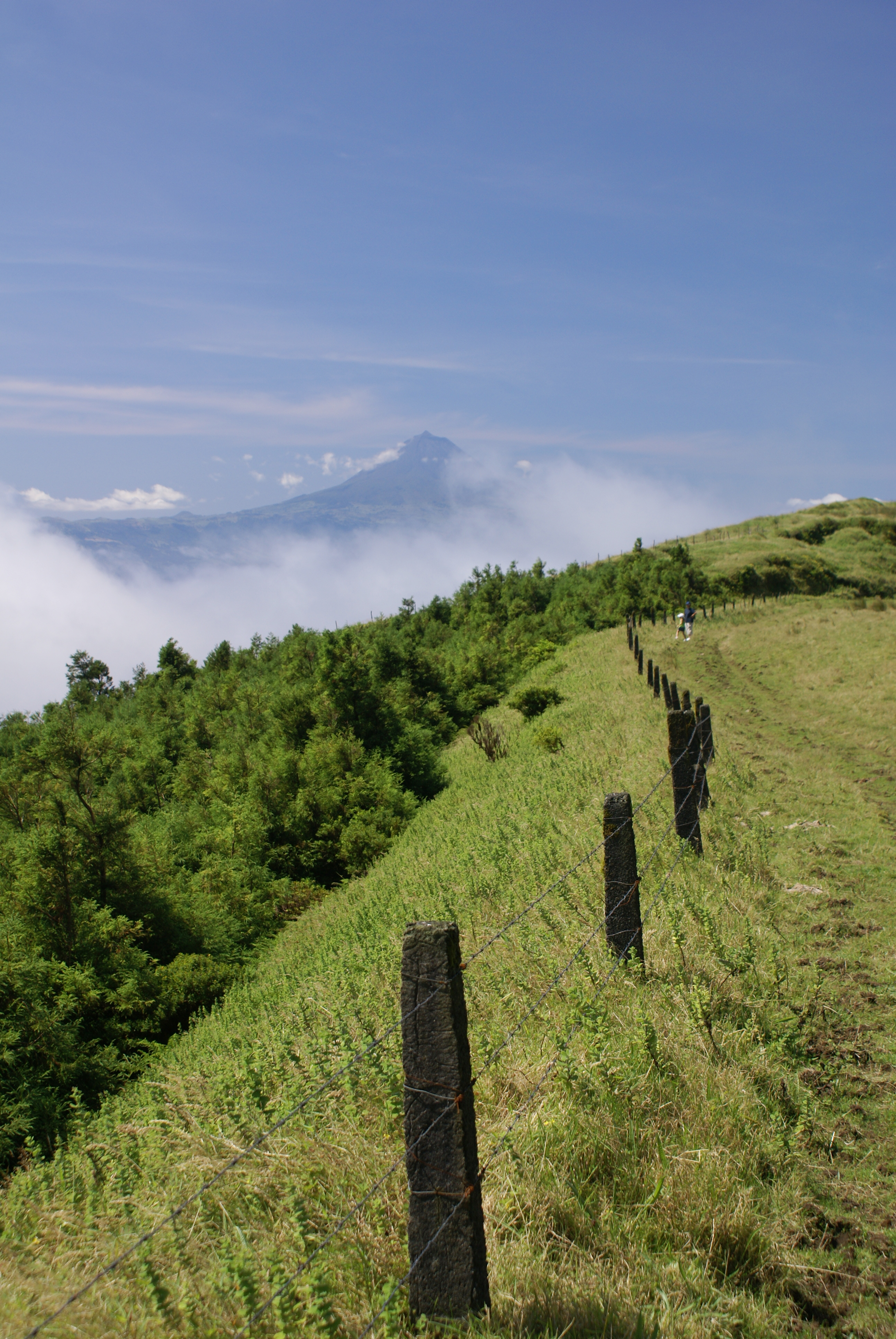
ilha do Pico, vista do cimo do Pico do Carvão.

O Trilho pedestre do Pico do Pedro à Fajã do Ouvidor também denominado PR 4SJO localiza-se no concelho das Velas, ilha de São Jorge, Arquipélago dos Açores.
Este percurso pedestre que tem o seu início junto ao sopé do Pico do Pedro, de onde se parte à ascensão da mais elevada montanha da ilha de São Jorge, o Pico da Esperança, que se eleva a 1053 metros de altitude acima do nível do mar e vai terminar na Fajã do Ouvidor junto ao nível do mar descendo assim em cerca de 4 horas um desnível de terreno desde os 1053 metros até à cota 0.
Inicia-se com a saída do caminho corrente que liga a freguesia da Urzelina, com o lugar de Santo António, no Norte Grande, frente ao Pico do Pedro, junto à vertente norte até encontrar uma marca informativa de terreno que indica o atalho a percorrer para subir ao Pico da Esperança percorrendo caminhos florestais de saibro vermelho acastanhado de terra batida.
Os caminhos são ladeados por uma paisagem típica da ilha de São Jorge, com prados verdejantes povoados por inúmeras flores das mais variadas cores, com predominância para os tons de amarelo.
Aqui e ali surgem bucólicas vacas pastando serenamente ora descansando à sobra dos sempre presentes bardos de hortênsias à espera que o pastor as venha mugir para fazer o Queijo São Jorge que ostenta a “Denominação de Origem Protegida (DOP)”, tal como também da Região Demarcada onde é produzido o leite com que o queijo é elaborado. (Toda a ilha de São Jorge).
Ao longo do caminho são vários os cones vulcânicos compostos por escórias basálticas formativas da génese da ilha.
Ao chegar ao cimo do Pico da Esperança é possível contornar a cratera vulcânica que lhe deu origem e observar não só duas lagoas sazonais de águas cristalinas que se alojam no seu fundo, como toda uma imensa paisagem que se estende em todas as direcções que os olhos podem alcançar.
De Norte a Sul e de Este a Oeste estende-se ou a longa cordilheira central da ilha de São Jorge com os seus cones vulcânicos a embelezar a paisagem, do outro lado do mar, surgem por entre as nuvens a ilha do Pico e a ilha do Faial, deixando ainda antever a ilha Graciosa um pouco mais além.
Antes de encontrar o Pico da Esperança surge pelo caminho o majestoso Pico Verde e o Pico do Carvão por entre os insetos voadores que pululam pela serra, libélulas e borboletas, nascidas na época estival. Avista-se na distância a freguesia das Manadas e mar a brilhar ao Sol.
No continuar do caminho, de passar o Morro Pelado e da subida do Pico da Esperança é necessário inverter o caminho de voltar a descer do seu cimo para retornar ao percurso principal. Segundo as sinalizações no terreno e após percorrer cerca de 1 quilómetro encontra-se no caminho o Pico do Carvão que também é possível subir e visitar a curiosa cratera que o mesmo ciosamente esconde do caminhante distraído.
Após o Pico do Carvão o percurso inicia-se numa descida que aos poucos vai descendo as falésias, algumas com 500 ou 600 metros de altitude até encontrar a Fajã do Ouvidor. É de salientar a alteração da cobertura vegetal que em altitude dá prioridade a uma variada e florida cobertura herbácea aqui e ali pontilhada por flores coloridas e endémicas, onde se destacam as tolpis azorica, hypericum foliosum (malfurada), vaccinium cylindraceum (Uva-da-Serra), woodwardia radicans, leontodon filii, a Cavalinha (equisetum telmateia), chaerophyllum azoricum, ammi trifoliatum, scabiosa nitens, euphrasia grandiflora e rumex azoricus, para ao chegar às falésias encontrar uma riquíssima e variadíssima floresta da Macaronésia típica da Laurissilva, onde se destacam a vaccinium cylindraceum o os sanguinhos.
A acompanhar o caminhante encontra-se não só o milhafre, que se encontra principalmente em altitude, mas uma variada quantidade de pássaros que chilreiam de espanto ou susto ao serem surpreendidos pelo caminhante.
Ao chegar à Fajã do Ouvidor o caminhante tem a oportunidade para estudar a curiosa formação lávica da mesma uma vez que no geral as restantes fajãs de São Jorge são de origem detríticas, tendo-se formado devido a antigos abatimentos das falésias.
Esta fajã apresenta-se relativamente humanizada, sendo muito abundante em águas de nascente que em alguns locais o caminhante tem o prazer de observar. Aqui foi construído um porto de pequena dimensão, mas que associado à existência de uma boa estrada de acesso tem permitido a construção de casas de moradia, restaurantes e zonas balneares.
Esta fajã tem curiosas formações rochosas que dever ser procuradas, pois junto ar mar foram recatadas baías e zonas de banho únicas.
É também de referir que este percurso passa numa zona classificada como zona especial de conservação e reserva florestal.